# ليوناردو ميندل
ليوناردو ميندل (بالبرتغالية: Léo Meindl) مواليد 22 مارس 1993 في ساو باولو، هو لاعب كرة سلة برازيلي. بدأ مسيرته الاحترافية في سنة 2011. يحمل الرقم 23. يبلغ طوله 6 قدم 7 بوصة (2.0 م). حقق المركز الأول في دورة الألعاب الأمريكية 2015. لعب مع فرانكا لكرة السلة ونادي باورو لكرة السلة في الدوري البرازيلي لكرة السلة.

## الميداليات
| الميدالية | المسابقة                    |
| --------- | --------------------------- |
| ذهبية     | دورة الألعاب الأمريكية 2015 |

## روابط خارجية
- ليوناردو ميندل على موقع الاتحاد الدولي لكرة السلة (الإنجليزية)
- ليوناردو ميندل على موقع دوري كرة السلة الياباني للمحترفين (اليابانية)
- ليوناردو ميندل على موقع الدوري الإسباني لكرة السلة (الإسبانية)
- ليوناردو ميندل على موقع كرة السلة الأوروبية.كوم (الإنجليزية)
- ليوناردو ميندل على موقع ريلجم (الإنجليزية)
- ليوناردو ميندل على موقع بروبوليرز (الإنجليزية)
- ليوناردو ميندل على موقع سبورتس رفرنس (الإنجليزية)